# Joseph Chihoatenhwa
Joseph Chihoatenhwa (1602-1640) fou un dels primers hurons a convertir-se al cristianisme. De jovenet contactà amb els hati- tsihenstaatsi (jesuïtes) del p. Jean le Brebeuf i es convertí al catolicisme vers el 1636. Establí una missió a la vila d'Ossossane, però l'acusaren de bruixeria i de traïció i fou mort pels seus companys de tribu.